# Бискуп
Бискуп (лат. episcopus, грч. ἐπίσϰοπος) је носилац бискупског чина, првенствено у Римокатоличкој цркви, као и у неким другим црквама које такође припадају западном хришћанству.
У Православној цркви и неким другим црквама које припадају источном хришћанству, постоји чин епископа.
Јединица под управом бискупа назива се бискупија.

## Врсте
Римокатоличка црква разликује три врсте бискупа:
- бискупи као поглавари бискупија,
- заређени (викарни) бискупи — помажу бискупима у пословима вођења бискупије,
- бискупи Римске курије или бискупи у дипломатској служби Ватикана — нунцији.

Надбискуп је бискупски чин који добија бискуп који се налази на челу неке од историјских бискупија. Као метрополит се означава онај бискуп, чија се бискупија као прва са другим бискупијама (и надбискупијама) повезује чинећи једно црквено подручје.

## Обележја и симболи
У свечаним приликама, изван литургијске службе, бискуп је обучен у црну мантију, чије су рубови и поруби љубичасте боје. Љубичасти је и појас (cingulum) и бискупска капица (pileolus) на глави. Појас означава уздржљивости и носи се преко мантије (итал. sottana = значи доње рубље), али је назив преузет за мантије свештенства). Ознака његове части и светости су бискупски прстен и крст око врата (pectorale). Током мисе, носе се још бискупски штап (pastoral) и бискупска митра.